# Ботвинов, Михаил Викторович
Михаи́л Ви́кторович Ботви́нов (нем. Michail Botwinow; род. 17 ноября 1967, Лидинка, Тёпло-Огарёвский район, Тульская область, СССР) — советский, российский и австрийский лыжник. Чемпион мира 1999 года в эстафете 4×10 км в составе сборной Австрии и двукратный призёр Олимпийских игр.
Воспитанник СДЮШОР №111 Зеленограда. Первый тренер — Василий Ромазин. В 1996 году сменил российское гражданство на австрийское и с 1998 года стал выступать под флагом Австрии. Из-за этого был вынужден пропустить чемпионат мира в Тронхейме 1997 года и Олимпиаду-1998 в Нагано .
В 1997 году победил в легендарном лыжном марафоне Васалоппет (Швеция). А также трижды в 90-е годы выигрывал 70-километровый марафон в Италии — знаменитую «Марчелонгу», под российскими (в 1993) и австрийскими (в 1997 и 1998) знаменами.
Завершил карьеру в 2007 году, проживает в Рамзау. Владелец сети магазинов спортивных товаров «Экип-Центр».
В сентябре 2011 года был привлечён к суду за лжесвидетельство по делу о допинговом скандале в Австрии. Ботвинову грозил срок за махинации, якобы совершённые совместно с его бывшим тренером Вальтером Майером, который в августе 2011 года был приговорён к трем месяцам тюрьмы и одному году условно за запрещённые методы обработки крови. В мае 2012 приговорён к 4-месячному тюремному сроку за дачу ложных показаний.